# Clavulina viridula
Clavulina viridula är en svampart som först beskrevs av Giacopo Bresàdola, och fick sitt nu gällande namn av D.A. Reid 1962. Clavulina viridula ingår i släktet Clavulina och familjen Clavulinaceae.   Inga underarter finns listade i Catalogue of Life.